# 冯达 (1915年)
冯达（1915年—2008年），男，陕西华县人，中华人民共和国政治人物，曾任中共新疆维吾尔自治区党委统战部副部长，新疆维吾尔自治区政协副主席。